# قرار مجلس الأمن التابع للأمم المتحدة رقم 1783
قرار مجلس الأمن التابع للأمم المتحدة رقم 1783، المتخذ بالإجماع في 31 أكتوبر 2007.

## القرار
مدد مجلس الأمن ولاية بعثة الأمم المتحدة للاستفتاء في الصحراء الغربية لمدة ستة أشهر حتى 30 أبريل 2008.
أحاط المجلس علما بجولتي المفاوضات اللتين عقدتا تحت رعاية الأمين العام ورحب بالتقدم الذي أحرزه الطرفان للدخول في مفاوضات مباشرة، دعا الطرفين إلى مواصلة التفاوض دون شروط مسبقة وبحسن نية بهدف تحقيق حل سياسي عادل ودائم ومقبول للطرفين، من شأنه أن ينص على تقرير المصير لشعب الصحراء الغربية في سياق الترتيبات المتسقة مع مبادئ ومقاصد ميثاق الأمم المتحدة.
دعا المجلس الدول الأعضاء إلى تقديم المساعدة المناسبة للمحادثات، ودعاها إلى النظر في تقديم تبرعات لتمويل تدابير بناء الثقة التي من شأنها أن تسمح بزيادة الاتصال بين أفراد الأسر المنفصلين، وكذلك لاتخاذ تدابير أخرى من هذا القبيل يمكن الاتفاق عليها فيما بين الاطراف.
قبل التصويت، أعرب ممثل جنوب أفريقيا عن خيبة أمله لأن القرار لم يشر إلى انتهاكات حقوق الإنسان في الصحراء الغربية، على الرغم من دعوة الأمين العام للأطراف إلى مواصلة الحوار البناء مع مفوضية الأمم المتحدة لشؤون اللاجئين، بهدف ضمان احترام حقوق الإنسان لشعب الصحراء الغربية.

## روابط خارجية
- نص القرار في undocs.org